# Ancaster—Dundas—Flamborough—Westdale
Pour les articles homonymes, voir Ancaster—Dundas—Flamborough—Westdale (circonscription provinciale).
Circonscription électorale fédérale du Canada
Ancaster—Dundas—Flamborough—Westdale est une ancienne circonscription électorale fédérale en Ontario (Canada).
La circonscription comprenait la partie occidentale de la nouvelle ville fusionnée de Hamilton, y compris plusieurs des anciennes villes indépendantes: Dundas, Ancaster, et Flamborough. Elle comprenait également l'ancien village de Westdale et l'Université McMaster.
Les circonscriptions limitrophes étaient Cambridge, Wellington—Halton Hills, Burlington, Hamilton-Centre, Hamilton Mountain, Niagara-Ouest—Glanbrook, Haldimand—Norfolk et Brant. 

## Historique
La circonscription d'Ancaster—Dundas—Flamborough—Westdale a été créée en 2003 à partir des circonscriptions d'Ancaster—Dundas—Flamborough—Aldershot et d'Hamilton-Ouest. Abolie lors du redécoupage de 2013, la circonscription fut redistribuée parmi Hamilton-Ouest—Ancaster—Dundas et Flamborough—Glanbrook.
| Législature                                                                                           | Années                                                                                                | Député                                                                                                | Député                                                                                                | Parti                                                                                                 |
| Ancaster—Dundas—Flamborough—Westdale issue de Ancaster—Dundas—Flamborough—Aldershot et Hamilton-Ouest | Ancaster—Dundas—Flamborough—Westdale issue de Ancaster—Dundas—Flamborough—Aldershot et Hamilton-Ouest | Ancaster—Dundas—Flamborough—Westdale issue de Ancaster—Dundas—Flamborough—Aldershot et Hamilton-Ouest | Ancaster—Dundas—Flamborough—Westdale issue de Ancaster—Dundas—Flamborough—Aldershot et Hamilton-Ouest | Ancaster—Dundas—Flamborough—Westdale issue de Ancaster—Dundas—Flamborough—Aldershot et Hamilton-Ouest |
| --- | --- | --- | --- | --- |
| 38e                                                                                                   | 2004–2006                                                                                             | | Russ Powers                                                                                           | Libéral                                                                                               |
| 39e                                                                                                   | 2006–2008                                                                                             | | David Sweet                                                                                           | Conservateur                                                                                          |
| 40e                                                                                                   | 2008–2011                                                                                             | | David Sweet                                                                                           | Conservateur                                                                                          |
| 41e                                                                                                   | 2011–2015                                                                                             | | David Sweet                                                                                           | Conservateur                                                                                          |
| Redistribuée parmi Hamilton-Ouest—Ancaster—Dundas et Flamborough—Glanbrook                            | | | | |

## Circonscription provinciale
Depuis les élections provinciales ontariennes du 4 octobre 2007, l'ensemble des circonscriptions provinciales et des circonscriptions fédérales sont identiques.